# Lista de títulos e honrarias de Letícia da Espanha
Letícia da Espanha (nascida a 15 de setembro de 1972) tem recebido títulos e distinções honorárias desde seu casamento com Filipe de Bourbon, o então Príncipe das Astúrias. Enquanto Rainha Consorte de Espanha, Letícia recebeu diversas honras e condecorações espanholas e estrangeiras, outorgadas pela Coroa espanhola.

## Títulos reais e tratamento
- 22 de maio de 2004 - 19 de junho de 2014: Sua Alteza Real, a Princesa das Astúrias
- 19 de junho de 2014 - presente: Sua Majestade, a Rainha de Espanha

## Honras

### Honras de Espanha
| Reino   | Data | Grau          | Condecoração                                      |
| ------- | ---- | ------------- | ------------------------------------------------- |
| Espanha | 2004 | Dama Grã-Cruz | Real e Distinguida Ordem Espanhola de Carlos III  |
| Espanha | 2014 | Grã-Mestra    | Real Ordem das Damas Nobres da Rainha Maria Luísa |

### Honras estrangeiras
| País      | Data | Grau                    | Condecoração                               |
| --------- | ---- | ----------------------- | ------------------------------------------ |
| Peru      | 2004 | Grã-Cruz                | Ordem do Sol do Peru                       |
| Portugal  | 2006 | Grã-Cruz                | Ordem Militar de Nosso Senhor Jesus Cristo |
| Portugal  | 2018 | Grã-Cruz                | Ordem da Liberdade                         |
| Argentina | 2009 | Grã-Cruz                | Ordem do Libertador San Martin             |
| França    | 2009 | Grã-Cruz                | Ordem Nacional do Mérito                   |
| Chile     | 2011 | Grã-Cruz                | Ordem do Mérito do Chile                   |
| Colômbia  | 2015 | Grã-Cruz Extraordinária | Ordem de Boyacá                            |
| Japão     | 2017 | Grande Cordão           | Ordem da Coroa Preciosa                    |
| Itália    | 2021 | Grã-Cruz                | Ordem do Mérito da República Italiana      |
| Suécia    | 2021 | Dama                    | Real Ordem do Serafim                      |